# Campionat del Món de Clubs de futbol 2021
La Copa Mundial de Clubs de la FIFA 2021 (conegut oficialment com a Campionat del Món de la FIFA de Clubs de futbol 2021 presentat per Alibaba Cloud) per raons d'esponsorització, fou la divuitena edició del torneig de futbol més important en àmbit de clubs del món. L'esdeveniment fou disputat als Emirats Àrabs Units pels campions de les diferents confederacions més el campió local, per ser país organitzador.
A la final, el Chelsea FC i el SE Palmeiras es van enfrontar a la recerca del primer títol de la competició, i el club anglès es va imposar guanyant per 2-1 a l'alviverde brasiler a la pròrroga.

## Seus
La FIFA va planificar una Copa del Món de Clubs a la Xina entre juny i juliol de 2021 amb una ampliació a 24 equips. Tanmateix, a causa de l'impacte de la pandèmia de COVID-19 en l'esport, que va provocar la congestió provocada per l'ajornament dels Jocs Olímpics de Tòquio 2020, les principals competicions continentals es van ajornar del 2020 al 2021. Com a conseqüència, l'òrgan de govern del futbol va anunciar el març de 2020 que retardaria la seva expansió del torneig fins a finals de 2021, 2022 o 2023, abans de cancel·lar-lo completament.
El Consell de la FIFA va anunciar el desembre de 2020 que aquesta edició de la Copa del Món de Clubs, en format clàssic, se celebraria al Japó a finals de 2021. Nou mesos després, el setembre de 2021, l'Associació Japonesa de Futbol va retirar el seu compromís d'acollir el torneig, a causa de la possibilitat de restriccions a la participació dels aficionats a causa de la pandèmia de la COVID-19 al Japó. Diversos països han expressat el seu interès a acollir el torneig, com ara l'Aràbia Saudita, el Brasil, Egipte, els Emirats Àrabs Units, Qatar i Sud-àfrica. El 20 d'octubre de 2021, el Consell de la FIFA va escollir els Emirats Àrabs Units com a seu del torneig i va ajornar l'esdeveniment del desembre del 2021 al febrer del 2022.
Els partits foren jugats en dos estadis d'Abu Dhabi, que van acollir alguns partits de la Copa d'Àsia de 2019.
| Abu Dhabi | Abu Dhabi                                                      | Abu Dhabi                                            |
| --------- | -------------------------------------------------------------- | ---------------------------------------------------- |
| Abu Dhabi | Estadi Mohammed bin Zayed                                      | Estadi Al Nahyan                                     |
| Abu Dhabi | 24° 27′ 09.95″ N, 54° 23′ 31.27″ E / 24.4527639°N,54.3920194°E | 24° 28′ 10″ N, 54° 22′ 31″ E / 24.46944°N,54.37528°E |
| Abu Dhabi | Capacitat: 42.056                                              | Capacitat: 15.000                                    |
| Abu Dhabi | Estadi Al Nahyan                                               |                                                      |

## Clubs classificats
Els equips participants es van anar classificant al llarg de l'any 2021 a través de les majors competicions continentals i de la primera divisió local:
| Confederació                           | Equip        | Via de classificació                                |
| -------------------------------------- | ------------ | --------------------------------------------------- |
| UEFA (Europa)                          | Chelsea FC   | Campió de la Lliga de Campions de la UEFA (2020-21) |
| Conmebol (Sud-amèrica)                 | SE Palmeiras | Campió de la Copa Libertadores (2021)               |
| Concacaf (Nord, Centreamèrica i Carib) | CF Monterrey | Campió de la Lliga de Campions de la CONCACAF (202) |
| AFC (Àsia)                             | Al-Hilal     | Campió de la Lliga de Campions de la AFC (2021)     |
| CAF (Àfrica)                           | Al-Ahli SC   | Campió de la Lliga de Campions de la CAF (2020-21)  |
| OFC (Oceania)                          | AS Pirae     | Anomenat per la OFC                                 |
| País organitzador (EAU)                | Al-Jazira SC | Campió de la Lliga Àrab del Golf (2020-21)          |

1. ↑  L'OFC va anunciar la cancel·lació del torneig el juny de 2021 i que el campió no es determinaria per segona temporada consecutiva. Com a representant de l'OFC a la Copa del Món de Clubs de 2021, originalment anaven a ser els guanyadors dels Campions de l'OFC de 2021 que seria Auckland City. El 31 de desembre de 2021, la FIFA va anunciar que l'AS Pirae de Tahití substituiria l'equip neozelandès a causa de les restriccions de viatge causades per la pandèmia de COVID-19 a Nova Zelanda.
2. ↑  Si un equip dels Emirats Àrabs Units guanya la Lliga de Campions de l'AFC, l'equip millor posicionat fora dels Emirats Àrabs en la Lliga de Campiones de l'AFC serà convidat en lloc del guanyador de la lliga dels Emirats Àrabs Units.

## Àrbitres
El 18 de gener del 2022, els àrbitres designats per aquesta competició foren:
| Confederació                    | Àrbitre                              | Assistents                           | VAR                                                  |
| ------------------------------- | ------------------------------------ | ------------------------------------ | ---------------------------------------------------- |
| Confederació Asiàtica de Futbol | Christopher Beath                    | Anton Shchetinin · Ashley Beecham    | Ammar Aljeneibi                                      |
| CAF                             | Mustapha Ghorbal                     | Mokrane Gourari · Abdelhak Etchiali  |                                                      |
| CONCACAF                        | César Ramos                          | Alberto Morín · Miguel Hernández     | Drew Fischer                                         |
| CONMEBOL                        | Fernando Rapallini                   | Juan Pablo Belatti · Diego Bonfá     | Nicolás Gallo · Mauro Vigliano                       |
| UEFA                            | Clément Turpin                       | Nicolas Danos · Cyril Gringore       | Willy Delajod · Massimiliano Irrati · Pol van Boekel |
| OFC                             | David Yareboinen (Àrbitre de suport) | David Yareboinen (Àrbitre de suport) | David Yareboinen (Àrbitre de suport)                 |

## Quadre de competició
|  | Prèvia                  | Prèvia                  |                          |         | Quarts de final         | Quarts de final         |             |             | Semifinals | Semifinals |  |  | Final                    | Final                    |
|  | 3 de febrer – Bin Zayed |                         |                          |         |                         |                         |             |             |            |            |  |  |                          |                          |
|  | Al-Jazira               | 4                       |                          |         | 6 de febrer – Bin Zayed | 6 de febrer – Bin Zayed |             |             |            |            |  |  |                          |                          |
|  | Al-Jazira               | 4                       |                          |         | 6 de febrer – Bin Zayed | 6 de febrer – Bin Zayed |             |             |            |            |  |  |                          |                          |
|  | Pirae                   | 1                       |                          |         | Al-Hilal                | 6                       |             |             |            |            |  |  |                          |                          |
|  | Pirae                   | 1                       | 9 de febrer – Bin Zayed  |         | Al-Hilal                | 6                       |             |             |            |            |  |  |                          |                          |
|  |                         |                         |                          |         | Al-Jazira               | 1                       |             |             |            |            |  |  |                          |                          |
|  | Al-Hilal                | 0                       |                          |         | Al-Jazira               | 1                       |             |             |            |            |  |  |                          |                          |
|  | Al-Hilal                | 0                       |                          |         |                         |                         |             |             |            |            |  |  |                          |                          |
|  |                         |                         | Chelsea                  | 1       |                         |                         |             |             |            |            |  |  |                          |                          |
|  |                         |                         | Chelsea                  | 1       |                         |                         |             |             |            |            |  |  |                          |                          |
|  |                         |                         | 12 de febrer – Bin Zayed |         |                         |                         |             |             |            |            |  |  |                          |                          |
|  |                         |                         |                          |         |                         |                         |             |             |            |            |  |  |                          |                          |
|  | Chelsea                 | 2                       |                          |         |                         |                         |             |             |            |            |  |  |                          |                          |
|  | Chelsea                 | 2                       | 5 de febrer – Al Nahyan  |         |                         |                         |             |             |            |            |  |  |                          |                          |
|  |                         | Palmeiras               | 1                        |         |                         |                         |             |             |            |            |  |  |                          |                          |
|  |                         |                         | 1                        | Al-Ahly | 1                       |                         |             |             |            |            |  |  |                          |                          |
|  | 8 de febrer – Al Nahyan |                         |                          | Al-Ahly | 1                       |                         |             |             |            |            |  |  |                          |                          |
|  |                         | Monterrey               | 0                        |         |                         |                         |             |             |            |            |  |  |                          |                          |
|  | Palmeiras               | Monterrey               | 0                        | 2       |                         |                         |             |             |            |            |  |  |                          |                          |
|  | Palmeiras               | Cinquè lloc             | Cinquè lloc              | 2       |                         |                         | Tercer lloc | Tercer lloc |            |            |  |  |                          |                          |
|  |                         | Cinquè lloc             | Cinquè lloc              |         | Al-Ahly                 | 0                       | Tercer lloc | Tercer lloc |            |            |  |  |                          |                          |
|  | Monterrey               | 3                       | Al-Hilal                 | 0       | Al-Ahly                 | 0                       |             |             |            |            |  |  |                          |                          |
|  | Monterrey               | 3                       | Al-Hilal                 | 0       |                         |                         |             |             |            |            |  |  |                          |                          |
|  | Al-Jazira               | 1                       | Al-Ahly                  | 4       |                         |                         |             |             |            |            |  |  |                          |                          |
|  | Al-Jazira               | 1                       | Al-Ahly                  | 4       |                         |                         |             |             |            |            |  |  |                          |                          |
|  | 9 de febrer – Al Nahyan | 9 de febrer – Al Nahyan |                          |         |                         |                         |             |             |            |            |  |  | 12 de febrer – Al Nahyan | 12 de febrer – Al Nahyan |

## Final
Les hores corresponen al fus UTC+04:00. Per saber l'hora equivalent al fus de Barcelona (UTC+01:00), n'heu de disminuir 3.
| Chelsea FC                     | 2–1 (pr.) | Palmeiras      |
| ------------------------------ | --------- | -------------- |
| Lukaku 55' · Havertz 117' (p.) | Detalls   | Veiga 64' (p.) |

## Classificació final
Per convenció estadística en el futbol, els partits decidits en el temps afegit es computen com a victòries o derrotes, mentre que els partits decidits en tanda de penals es computen com a empats.

| Pos | Equip                | PJ | PG | PE | PP | GF | GC | DG | Pts |
| --- | -------------------- | -- | -- | -- | -- | -- | -- | -- | --- |
| 1   | Chelsea (UEFA)       | 2  | 2  | 0  | 0  | 3  | 1  | +2 | 6   |
| 2   | Palmeiras (CONMEBOL) | 2  | 1  | 0  | 1  | 3  | 2  | +1 | 3   |
| 3   | Al-Ahly (CAF)        | 3  | 2  | 0  | 1  | 5  | 2  | +3 | 6   |
| 4   | Al-Hilal (AFC)       | 3  | 1  | 0  | 2  | 6  | 6  | 0  | 3   |
| 5   | Monterrey (CONCACAF) | 2  | 1  | 0  | 1  | 3  | 2  | +1 | 3   |
| 6   | Al-Jazira (AFC) (H)  | 3  | 1  | 0  | 2  | 6  | 10 | −4 | 3   |
| 7   | Pirae (OFC)          | 1  | 0  | 0  | 1  | 1  | 4  | −3 | 0   |

## Golejadors
| Posició | Jugador            | Equip     | Gols |
| ------- | ------------------ | --------- | ---- |
| 1       | Abdoulay Diaby     | Al-Jazira | 2    |
| 1       | Yasser Ibrahim     | Al Ahly   | 2    |
| 1       | Romelu Lukaku      | Chelsea   | 2    |
| 1       | Raphael Veiga      | Palmeiras | 2    |
| 5       | Ahmed Abdel Kader  | Al Ahly   | 1    |
| 5       | Zayed Al-Ameri     | Al-Jazira | 1    |
| 5       | Ahmed Al-Attas     | Al-Jazira | 1    |
| 5       | Salem Al-Dawsari   | Al-Hilal  | 1    |
| 5       | Bruno              | Al-Jazira | 1    |
| 5       | André Carrillo     | Al-Hilal  | 1    |
| 5       | Dudu               | Palmeiras | 1    |
| 5       | Amr El Solia       | Al Ahly   | 1    |
| 5       | Rogelio Funes Mori | Monterrey | 1    |
| 5       | Mohamed Hany       | Al Ahly   | 1    |
| 5       | Kai Havertz        | Chelsea   | 1    |
| 5       | Odion Ighalo       | Al-Hilal  | 1    |
| 5       | Mohamed Kanno      | Al-Hilal  | 1    |
| 5       | Miloš Kosanović    | Al-Jazira | 1    |
| 5       | Moussa Marega      | Al-Hilal  | 1    |
| 5       | César Montes       | Monterrey | 1    |
| 5       | Matheus Pereira    | Al-Hilal  | 1    |

1 autogol

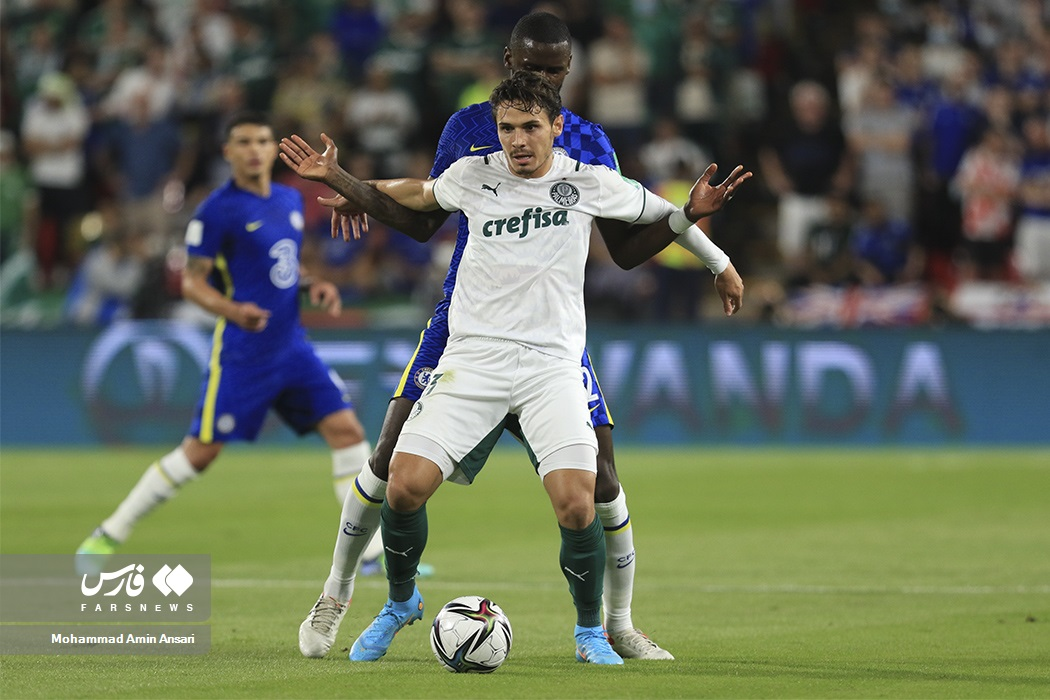
Raphael Veiga va ser un dels quatre màxims golejadors del Mundial, amb dos gols

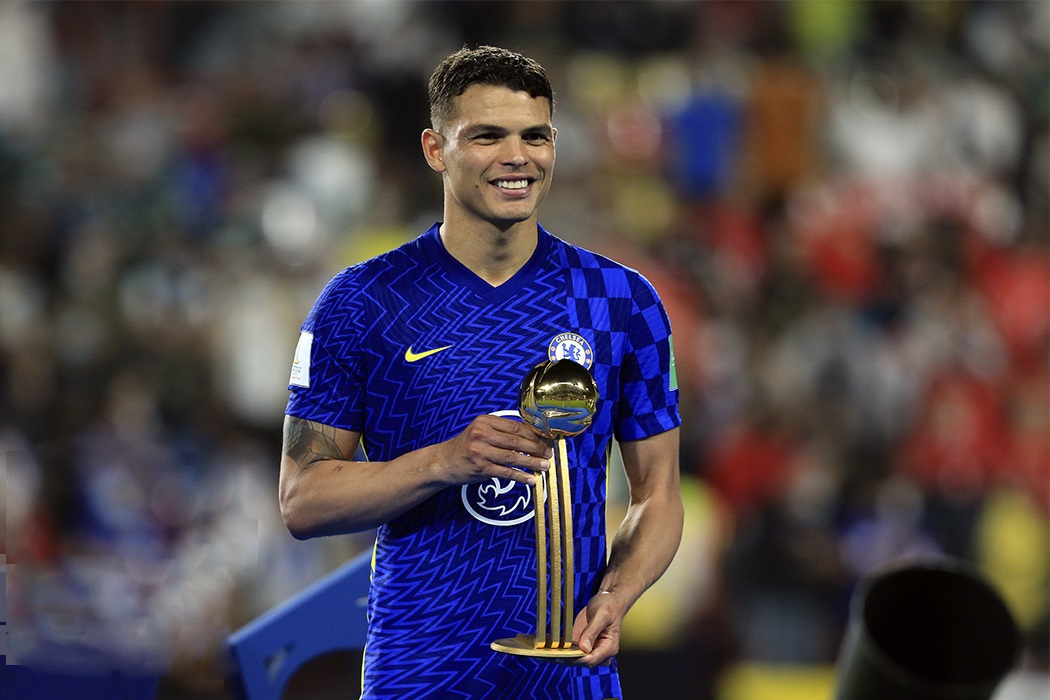
El brasiler Thiago Silva va ser nomenat millor jugador del torneig

- Mohammed Rabii (Al-Jazira, contra el AS Pirae)
- Zayed Sultan (Al-Jazira, contra el Monterrey)

## Guardons
Al final del torneig es varen lliurar els següents premis.
| Pilota d'Or                | Pilota d'Argent    | Pilota de Bronze     |
| -------------------------- | ------------------ | -------------------- |
| Thiago Silva · (Chelsea)   | Dudu · (Palmeiras) | Danilo · (Palmeiras) |
| Premi Fair Play de la FIFA |                    |                      |
| Chelsea                    |                    |                      |